# Maccagno
Maccagno est une commune italienne de la province de Varèse en Lombardie.

## Toponyme
Jusque 1953, appelé Macagno Superiore. Provient probablement du nom Maccagno, de Macco.

## Économie
La centrale hydroélectrique de Roncovalgrande est l'une des plus puissantes d'Italie : 1 016 MW.

## Administration
| Période                                  | Période  | Identité      | Étiquette    | Qualité |
| ---------------------------------------- | -------- | ------------- | ------------ | ------- |
| 14 juin 2004                             | En cours | Fabio Passera | Lista Civica |         |
| Les données manquantes sont à compléter. |          |               |              |         |

### Hameaux
Campagnano, Caviggia, Garabiolo, Musignano, Sarangio, Orascio, Entiglio, Veddo, Case Venere, S.Rocco, Bosco Nassa, Ronco delle Monache, Ronco Valgrande, Sasso della Nonna, Monte Borgna, Alpe Inent, Alpe Dei, Lago d'Elio

### Communes limitrophes
| Pino sulla Sponda del Lago Maggiore | Tronzano Lago Maggiore | Veddasca |
| Cannobio                            | Maccagno               | Dumenza  |
|                                     | Luino                  | Agra     |